# أوجيرتا ماناستيرليو
أوجيرتا ماناستيرليو (من مواليد 31 ديسمبر 1978) سياسية من الحزب الاشتراكي الألباني. تتولى منصب وزيرة التعليم والرياضة والشباب في ألبانيا منذ 12 سبتمبر 2023، كما أنها عضو في البرلمان عن تيرانا.
في 13 مارس 2017 تم تعيينها وزيرة للصحة، وقد شغلت المنصب لفترة بسيطة حتى انتهت في 21 مايو 2017 بعد ظهور الانتخابات العامة.
في 10 سبتمبر 2017، تم تعيينها لتولي حقيبة وزارة الصحة والحماية الاجتماعية في حكومة راما الثانية.

## النشأة والمهنية
أوجيرتا ماناستيرليو من مواليد يوم 31 ديسمبر 1978 في تيرانا.
بعد دراستها في جامعة تيرانا، في كلية العلوم الطبيعية فرع الكيمياء العامة، حيث تخرجت وحصلت على لقب "الماجستير في العلوم" في نفس الفرع. تعمل منذ عام 2009 كممتحن في كلية العلوم الطبيعية.
في الفترة من 2011 إلى 2013، عملت كخبيرة في إدارة وتنسيق سياسات الموارد الاجتماعية والبشرية للمنظمات الوطنية والدولية، مثل صندوق الأمم المتحدة للسكان ومؤسسة فريدريش إيبرت ستيفتونغ.
لها نشاط طويل في صفوف الحزب الاشتراكي وهي عضو في برلمان ألبانيا. في الانتخابات البرلمانية لعام 2017، تم انتخابها لأول مرة نائبة في البرلمان الألباني.
تتقن ماناستيرليو اللغتين الإنجليزية والإيطالية.

## فضيحة الانتحال
في أكتوبر 2018، تورط العديد من الشخصيات العامة والسياسية في ألبانيا في فضيحة سرقة أدبية تتعلق بشهادتي الماجستير، والدكتوراه، والأطروحات. بدأ إدانة حالات الانتحال على يد تولانت موكا، عالم الأوبئة الشاب الذي تلقى تعليمه في هولندا، والذي شن حملة ضد شهادات الدكتوراه "المزيفة" التي يحملها العديد من السياسيين والموظفين الحكوميين. أثارت هذه الفضيحة، من بين أمور أخرى، احتجاجات على مستوى البلاد من طلاب الجامعات العامة، مما تطلب فحص جميع الألقاب الأكاديمية التي يحملها الشخصيات العامة ومسؤولو الدولة والسياسيون.
اتُهمت ماناستيرليو بسرقة أطروحتها، إلا أنه رفضت الاتهامات، مؤكدة صحة عمل الدكتوراه. وقد دعمها الأستاذ الجامعي الذي قاد عمل الدكتوراه لها.

## الحياة الشخصية
متزوجة من إرمال جيناج. ولديها ابنتان.

## أنظر أيضا
- الحزب الاشتراكي

## روابط خارجية
- الملف الشخصي لـ Manasterliu على تويتر
- وزارة الصحة والرعاية الاجتماعية
- الحزب الاشتراكي الألباني